# 房県
房県（ぼう-けん）は中華人民共和国湖北省十堰市に位置する県。

## 行政区画
- 鎮:城関鎮、軍店鎮、化竜堰鎮、土城鎮、大木廠鎮、青峰鎮、門古寺鎮、白鶴鎮、野人谷鎮、紅塔鎮、窯淮鎮、尹吉甫鎮
- 郷:姚坪郷、沙河郷、万峪河郷、上龕郷、中壩郷、九道郷、回竜郷、五台郷